# Etten (Oude IJsselstreek)

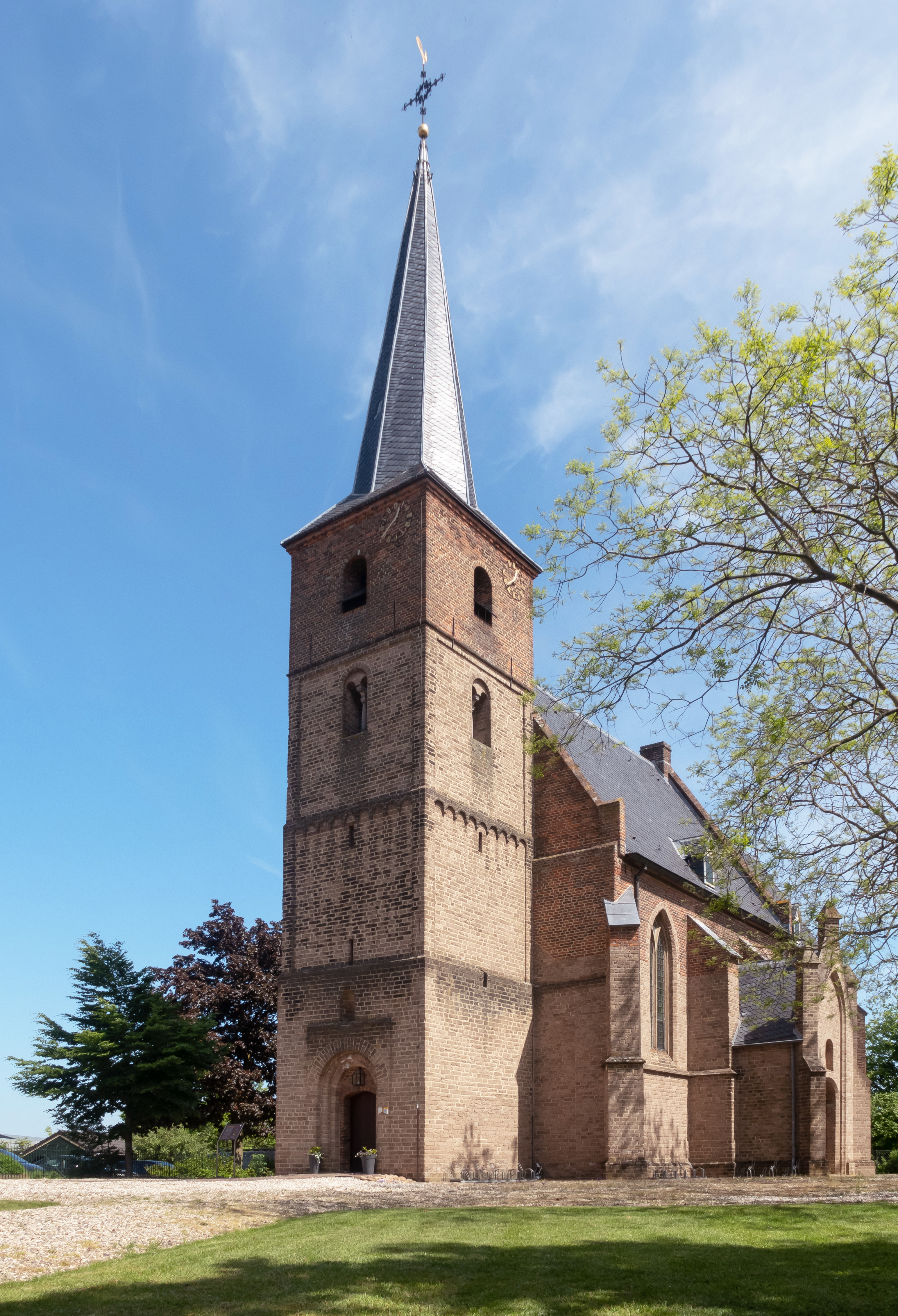
Die reformierte Kirche in Etten

Etten ist ein niederländisches Dorf in der Gemeinde Oude IJsselstreek in der Provinz Gelderland. Es liegt südöstlich von Doetinchem an der Alten Issel und zählt 1.805 Einwohner.
Bis 1960 war es landwirtschaftlich geprägt und hat heute noch einige ländliche Weiler. Der Männerchor von Etten ist überregional einigermaßen bekannt. Jährlich wird ein großes Osterfeuer veranstaltet und im September gibt es eine Kirmes. Der örtliche Fußballverein ist der VV Etten. 
In Etten stehen eine römisch-katholische und eine protestantische Kirche und eine restaurierte Windmühle, die seit 2010 unter Denkmalschutz der Gemeinde steht.